# 사랑의 이모저모
사랑의 이모저모(Aspects of Love)는 앤드루 로이드 웨버의 음악과 책, 돈 블랙과 찰스 하트의 가사로 구성된 뮤지컬이다. 데이비드 가넷(David Garnett)의 1955년 동명 소설을 원작으로 한 작품이다.
이 작품은 여배우 로즈 비버트(Rose Vibert), 그녀의 존경하는 팬 알렉스 딜링엄(Alex Dillingham), 그의 미성년 사촌 제니(Jenny), 그의 삼촌 조지(George), 조지의 정부인 조각가 줄리에타 트라파니(Giulietta Trapani)의 17년에 걸친 낭만적인 얽힘에 초점을 맞추고 있다. 영어 제목 "Aspects of Love"의 "aspects"('양상'을 의미)는 낭만적인 열광과 기혼자로서의 커플 간의 사랑, 어린이와 그 부모, 동성 매력에 대한 힌트(줄리에타와 로즈) 등 쇼에서 사랑이 취하는 다양한 형태를 나타낸다.
뮤지컬의 대부분은 노래로 진행되기 때문에 극소량의 대사만으로도 노래가 노래로 진행된다.
로이드 웨버는 1979년에 팀 라이스와 함께 제안된 영화 버전을 위해 몇 곡의 노래를 쓰기 위해 접근했을 때 사랑의 이모저모에 소개되었다. 아무것도 나오지 않자 그는 트레버 넌에게 무대 각색에 협력할 것을 제안했다. 1983년에 이들은 자신들이 작곡한 곡들로 구성된 카바레를 선보였지만, 본격적으로 프로젝트에 착수한 것은 5년이 지나서였다. 뮤지컬에는 "Love Changes Everything"이라는 노래가 포함되어 있다.
그의 많은 쇼와 마찬가지로 로이드 웨버는 시드먼튼 페스티벌(1988년 7월)의 일환으로 워크샵 프레젠테이션에서 사랑의 이모저모를 처음 선보였다. 출연진은 알렉스 역의 마이클 볼, 로즈 역의 수잔나 펠로우즈, 조지 역의 딘스데일 랜든, 줄리에타 역의 그라니아 레니한, 제니 역의 다이애나 모리슨이 맡았다.